# Huvisaari (ö i Österbotten)
Huvisaari är en ö i Finland. Den ligger i Kyro älv och i kommunen Storkyro i den ekonomiska regionen  Kyroland  och landskapet Österbotten, i den sydvästra delen av landet, 300 km norr om huvudstaden Helsingfors. Öns area är 0,5 hektar och dess största längd är 190 meter i nord-sydlig riktning.